# Линия E (RER)

Схема линии с указанием тарифных зон

Линия E RER — линия пригородного сообщения Парижа с регионом Иль-де-Франс. Является пятой линией RER.

## История
RER E открылась 14 июля 1999 года от Осман-Сен-Лазар до Шель-Гурне. Она включала туннель длиной 2 км между станциями Осман — Сен-Лазар и Мажанта (которая обслуживает Восточный и Северный вокзалы).
30 августа 1999 года на линию была добавлена новая ветка от Нуази-ле-Сек до Вилье-сюр-Марн. Эта ветка 14 декабря 2003 года была продлена до Турнана.
13 декабря 2015 года в 19 округе Парижа открылась станция Rosa Parks.